# Plattenspitze Östliche
Il  Plattenspitze Östliche    è una montagna alta 2.489 metri situata nella catena montuosa dell'Hornbach nelle Alpi dell'Algovia, nella regione del Tirolo in Austria.

## Alpinismo
La prima salita della vetta orientale fu opera di Christian Wolff nel 1892.

## Accesso
Il Plattenspitze è una meta interessante per gli scialpinisti esperti. L'accesso piùcomodo comincia dal parcheggio della scuola di intaglio del legno nel centro di Elbigenalp. Il sentiero n. 436 che si snoda dall'abitato porta al Kasermandl e alle prime propaggini del Balschtekar. Dopo quasi tre ore di cammino si raggiungie il Wolfebnerkar, dove si trova il rifugio Hermann von Barth. Lasciato il rifugio sulla sinistra si seguiono le indicazioni per Plattenspitze nel Wolfebnerkar. Costeggiando le Wolfebnerspitzen si giungie ai piedi del canalone ghiaioso che, di fronte alle Plattenspitzen, sale ripidamente verso destra fino alla Wolfebnerscharte. Dal valico, il sentiero attraversa ghiaioni e alcune rampe di pietra sul lato est fino alla struttura della vetta. Poi la segnaletica punta verso la parete sud, dove si sale vicino al precipizio su un terreno lastricato verso la vetta. Il tratto chiave appena sotto la vetta è assicurato con una fune metallica, quindi la difficoltà rimane al livello uno. Dopo un'ora, partendo dal rifugio, ci si trova sulla cima esposta, ornata da una piccola croce di metallo. La vista spazia sulla Holzgauer Wetterspitze, Passeierspitze, Große Schlenkerspitze,  fino all'Hochvogel con il Wildengruppe. Come alternativa alla discesa si può camminare per 30 minuti verso l'Hermannskarspitze e poi scendere nella Birgertal. Il viaggio di ritorno sul lato occidentale del torrente mostra il percorso di salita della mattina e i pendii ghiaiosi che trasportano ripetutamente grandi quantità di roccia nella valle Bernhardstal. Dopo 2,5 ore, partendo dal rifugio Hermann von Barth, si raggiunge il parcheggio di partenza di Elbigenalp. Lunghezza totale del giro 18,116 km con 1422 metri di dislivello. Tempo di percorrenza, salita e discesa incluse 7,5 ore.